# Christian Th. Müller
Christian Th. Müller (* 1970) ist ein deutscher Historiker. Er ist Privatdozent an der Universität Potsdam.

## Leben
Müller leistete seinen Wehrdienst als Unteroffizier in der Nationalen Volksarmee (NVA) ab. Danach studierte er von 1990 bis 1996 Neuere und Neueste Geschichte, Soziologie und Politikwissenschaft an der Humboldt-Universität zu Berlin (M.A.-Arbeit 1996 bei Konrad Canis).
2000 wurde er mit einem Stipendium der Hamburger Stiftung zur Förderung von Wissenschaft und Kultur bei Bernhard R. Kroener an der Universität Potsdam mit der Dissertation Status und Mentalität der Unteroffiziere auf Zeit der NVA. Untersuchungen zu Alltag und Binnenstruktur einer „sozialistischen“ Armee zum Dr. phil. promoviert. Die Arbeit wurde 2002 mit dem Werner-Hahlweg-Preis für Militärgeschichte und Wehrwissenschaften (3. Preis) ausgezeichnet und auf dem Deutschen Historikertag in Halle (Saale) vorgestellt.
Von 2001 bis 2003 war er Gastwissenschaftler und wissenschaftlicher Mitarbeiter am Zentrum für Zeithistorische Forschung (ZZF) in Potsdam und von 2004 bis 2009 wissenschaftlicher Mitarbeiter am Arbeitsbereich „Theorie und Geschichte der Gewalt“ am Hamburger Institut für Sozialforschung (HIS). 2010 habilitierte er sich für Neuere Geschichte an der Universität Potsdam und wurde Privatdozent. Von 2013 bis 2015 vertrat er die Professur für Militärgeschichte/Kulturgeschichte der Gewalt ebendort. 2016 wurde er freier Mitarbeiter des Berliner Kollegs Kalter Krieg. Er forscht u. a. zum Kalten Krieg, zur Militärgeschichte der Neuzeit und zur Militärsoziologie.
Er ist seit 1995 Mitglied im Arbeitskreis Militärgeschichte. Seine dortigen Themenschwerpunkte sind Militärkultur und Soldatensubkultur. Von 2006 bis 2011 war er Redakteur beim Newsletter des Aks, seit 2012 des Portals Militärgeschichte.
Im Oktober 2022 war er in der TV-Serie Geschichte schreiben der Spezialist in der Folge Kalaschnikow – Der Siegeszug der AK-47.

## Schriften (Auswahl)
Monografien
- Tausend Tage bei der „Asche“. Unteroffiziere in der NVA. Untersuchungen zu Alltag und Binnenstruktur einer „sozialistischen“ Armee (= Militärgeschichte der DDR, Band 6). Links, Berlin 2003, ISBN 3-86153-297-2 (zugl. Dissertation).
- US-Truppen und Sowjetarmee in Deutschland. Erfahrungen, Beziehungen, Konflikte im Vergleich. Schöningh, Paderborn u. a. 2011, ISBN 978-3-506-77193-3 (zugl. Habilitation).
- Jenseits der Materialschlacht: Der Erste Weltkrieg als Bewegungskrieg. Verlag Ferdinand Schöningh, 2018, ISBN 978-3-506-77870-3.

Herausgeberschaft
- mit Patrice G. Poutrus: Ankunft – Alltag – Ausreise. Migration und interkulturelle Begegnung in der DDR-Gesellschaft (= Zeithistorische Studien, Band 29). Böhlau, Köln u. a. 2005, ISBN 3-412-14605-6.
- mit Bernd Greiner, Dierk Walter: Heisse Kriege im Kalten Krieg (= Studien zum Kalten Krieg, Band 1). Hamburger Edition, Hamburg 2006, ISBN 978-3-936096-61-3.
- mit Bernd Greiner, Dierk Walter: Krisen im Kalten Krieg (= Studien zum Kalten Krieg, Band 2). Hamburger Edition, Hamburg 2008, ISBN 978-3-936096-95-8.
- mit Bernd Greiner, Dierk Walter: Angst im Kalten Krieg (= Studien zum Kalten Krieg, Band 3). Hamburger Edition, Hamburg 2009, ISBN 978-3-86854-213-4.
- mit Bernd Greiner, Claudia Weber: Ökonomie im Kalten Krieg (= Studien zum Kalten Krieg, Band 4). Hamburger Edition, Hamburg 2010, ISBN 978-3-86854-225-7.
- mit Matthias Rogg: Das ist Militärgeschichte! Probleme, Projekte, Perspektiven. Für Bernhard R. Kroener zum 65. Geburtstag. Schöningh, Paderborn 2013, ISBN 978-3-506-77657-0.